# Mangaka
Mangaka (jap. 漫画家) – twórca mangi. W Japonii terminem tym określa się po prostu twórcę komiksów (sufiks -ka służy do tworzenia nazw zawodów).

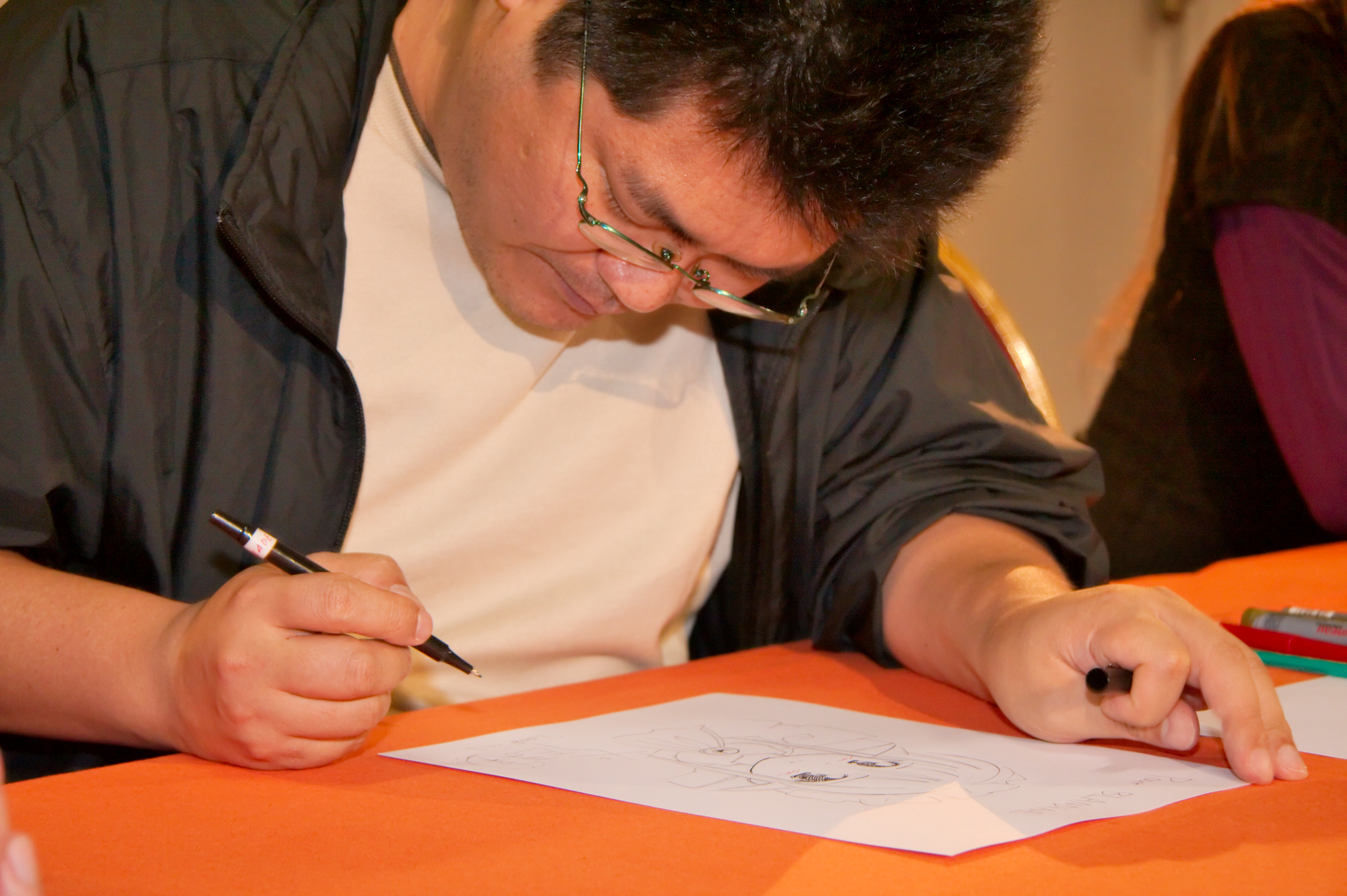
Sesja autografowa z Bow Ditama na targach Chibi Japan Expo 2008 (Paryż, Francja)

Znanymi mangakami są np. twórca Naruto Masashi Kishimoto, Dragon Ball Akira Toriyama, Bleach Tite Kubo oraz One Piece Eiichirō Oda.